# Carl Johnson (Grand Theft Auto)
Carl "CJ" Johnson è un personaggio immaginario, protagonista del videogioco Grand Theft Auto: San Andreas, pubblicato nel 2004 da Rockstar Games. Cresciuto nel quartiere di Ganton a Los Santos, è un membro delle Famiglie di Grove Street, una gang locale. È il secondo di quattro fratelli: Sweet, il maggiore e leader della gang, Kendl, la sorella minore, e Brian, morto nel 1987 in circostanze non specificate.
Nel 1987, Carl si trasferisce a Liberty City dopo la morte del fratello minore. Qui lavora per cinque anni come sicario e ladro per la mafia locale, collaborando con Joey Leone.
Carl ritorna a Los Santos in seguito all'assassinio della madre, avvenuto per mano della gang rivale dei Ballas. Rientrato per il funerale, affronta le tensioni con il fratello Sweet, che lo accusa di aver abbandonato la famiglia e la gang. Nonostante i contrasti iniziali, Carl si impegna a ricostruire l'influenza delle Famiglie di Grove Street e a ristabilire i legami con il fratello.
Durante il gioco, Carl evolve da piccolo criminale a uno dei più influenti boss di San Andreas, costruendo una vasta rete di alleanze e risorse. Il personaggio è doppiato da Young Maylay.

## Biografia del personaggio

### Nascita e primi anni
Carl Johnson nasce a Los Santos, nel quartiere di Ganton, da Beverly Johnson e un padre mai nominato. Cresce con i suoi fratelli Sean “Sweet”, Kendl e Brian, mantenendo un buon rapporto con la famiglia, ad eccezione del padre, descritto come una figura assente. In giovane età, stringe amicizia con Melvin “Big Smoke” Harris e Lance “Ryder” Wilson, vicini di casa, coi quali compie le sue prime attività criminali.
Negli anni successivi, Sweet entra nella gang Grove Street Families, assumendone il comando e coinvolgendo Carl, Brian, Big Smoke e Ryder nelle attività del gruppo. Nel 1987, l'espansione del traffico di droga riduce l'influenza della gang, poiché Sweet si oppone al commercio di sostanze stupefacenti. Nello stesso anno, Brian muore in circostanze poco chiare. Sweet attribuisce a Carl una parte di responsabilità per l'accaduto, accusandolo di codardia. Questo evento deteriora i rapporti familiari, spingendo Carl a lasciare Los Santos per trasferirsi a Liberty City, dove lavora per cinque anni come ladro d'auto per Joey Leone.

### Ritorno a Los Santos
Nel 1992, Carl torna a Los Santos in seguito alla morte della madre, uccisa durante una sparatoria. Al suo arrivo, viene fermato da tre poliziotti corrotti dell'unità CRASH, Frank Tenpenny, Eddie Pulaski e Jimmy Hernandez, che lo accusano di un omicidio da loro commesso e lo obbligano a lavorare per loro.
Carl si riunisce con Sweet, Kendl, Big Smoke e Ryder, scoprendo che i Grove Street Families hanno perso gran parte del loro territorio a favore dei Ballas. Decide quindi di rimanere per aiutare la gang a riconquistare la propria influenza. Durante questo periodo, diventa amico di Cesar Vialpando, leader dei Varrios Los Aztecas e fidanzato di Kendl.
La rinascita della gang viene interrotta quando Carl scopre che Big Smoke e Ryder hanno tradito i Grove Street alleandosi con i Ballas e CRASH, orchestrando l'omicidio della madre. Sweet, ferito in un'imboscata, viene arrestato, mentre Carl è rapito da CRASH e costretto a lavorare per loro fuori città.

### Esilio, nuove alleanze e attività
Durante il suo esilio forzato da Los Santos, Carl si allea con The Truth, un eccentrico coltivatore di cannabis, e con Catalina, una criminale dal carattere instabile, con cui ha una breve relazione. Vince un garage in una corsa clandestina e lo trasforma in un'officina, collaborando con nuovi alleati. Si trasferisce poi a San Fierro, dove distrugge il cartello della droga "Loco Syndicate", che riforniva i Ballas, e uccide Ryder per vendetta.
Carl instaura anche rapporti con Wu Zi Mu, leader delle Triadi, e inizia a lavorare per Mike Toreno, un agente governativo sotto copertura che promette la scarcerazione di Sweet in cambio di alcune missioni. Durante questo periodo, Carl acquista una pista di volo, ottiene una licenza di pilota e recupera un jetpack da una base militare.

### Conclusione
Completate le missioni per Toreno, Carl riesce a far scarcerare Sweet. Tornati a Los Santos, i fratelli si impegnano a riportare la Grove Street Families al potere. Carl si vendica di Big Smoke e affronta Tenpenny, il cui processo per corruzione si conclude con un’assoluzione, scatenando disordini in città. Nell'inseguimento finale, Tenpenny muore in un incidente stradale, ponendo fine al caos.
Alla fine, Carl e i suoi alleati celebrano il ritorno alla stabilità e riflettono sul futuro.

## Concezione e sviluppo
CJ è uno dei personaggi più complessi di Grand Theft Auto: San Andreas, con oltre 7.700 battute di dialogo registrate: più di 3.500 nelle cutscene e oltre 4.200 nel mondo aperto.
Il produttore esecutivo Sam Houser desiderava un attore sconosciuto per CJ, evitando una performance di alto profilo come quella di Ray Liotta per Tommy Vercetti in Grand Theft Auto: Vice City. Celebrità furono coinvolte solo per ruoli secondari. L'attore Young Maylay fu selezionato dopo un’audizione a Los Angeles, dove recitò alcune parti tratte dal film Menace II Society (1993). La registrazione delle sue battute avvenne a New York City in circa un mese.
Maylay ebbe la possibilità di aggiungere elementi personali al personaggio. Houser riteneva che la sua anonimia contribuì a rendere CJ un personaggio "molto umano". Il team di sviluppo mirava a creare il personaggio "più umano" mai realizzato, costruendo una storia coinvolgente con cui i giocatori potessero identificarsi.
L'aspetto fisico di CJ fu modellato su Young Maylay, il quale affermò di essersi ispirato alla propria vita: "Ho messo Maylay su CJ. L'ho reso il più simile a me possibile, senza cambiare troppo il copione". DJ Pooh lo paragonò a Tupac Shakur per la sua "dedizione alla famiglia" e la capacità di essere spietato quando necessario.
San Andreas introdusse elementi da gioco di ruolo, consentendo ai giocatori di personalizzare accessori, abbigliamento, acconciature e tatuaggi di CJ. Le scelte alimentari e l'attività fisica influenzano l'aspetto fisico e i parametri di salute del personaggio. La personalizzazione del peso fu pensata per rendere tangibili le conseguenze delle azioni dei giocatori. Dan Houser considerò questo elemento cruciale per rafforzare il coinvolgimento dei giocatori. Young Maylay registrò variazioni di dialogo per adattarsi ai cambiamenti fisici di CJ.

## Accoglienza

### Critica
Il personaggio di Carl Johnson è stato acclamato dalla critica dopo l'uscita di Grand Theft Auto: San Andreas, venendo incluso in numerose classifiche dei migliori personaggi nei videogiochi.
Secondo John Davison di Official U.S. PlayStation Magazine, CJ è "possibilmente uno dei personaggi più sviluppati e credibili mai creati nei videogiochi", grazie alla sua personalità stratificata e al suo comportamento realistico. Jeremy Parish di 1Up.com ha condiviso questa opinione, pur criticando la discrepanza tra la natura gentile di CJ e le sue azioni violente nel gioco, un problema che avrebbe potuto essere evitato con una narrazione ramificata.
Jesse Schedeen di IGN ha descritto CJ come uno dei protagonisti più affascinanti della serie, elogiandone le opzioni di personalizzazione. Paul Tamburro di CraveOnline ha scritto che "è stato rinfrescante interpretare un personaggio attento a quando e se commettere massacri indiscriminati".
Matthew Cooper di Sabotage Times ha dichiarato che CJ "è stato il primo a mostrare una coscienza, il primo che non sembrava godere nell’uccidere un numero copioso di persone".
GameDaily ha incluso CJ nella lista dei migliori personaggi Afroamericani nei videogiochi, respingendo l’idea che rafforzi stereotipi negativi, descrivendolo come "più simile a un James Bond nato nei ghetti che a un gangsta tradizionale". Allo stesso modo, Larry Hester di Complex lo ha definito "il gangster con un buon cuore".
Nel 2012, GamesRadar ha scritto che "pochi eroi di Grand Theft Auto sono stati carismatici come lui, e probabilmente pochi lo saranno in futuro". The Age ha definito CJ "il più umile" degli antieroi di Grand Theft Auto e "uno dei primi forti protagonisti afroamericani in un videogioco importante".
Inoltre, la popolarità di CJ e la relativa semplicità del suo modello grafico lo hanno reso un elemento frequentemente utilizzato dalla comunità di modding nei videogiochi, in maniera simile al fenomeno del porting di Doom su ogni piattaforma informatica.